# Dhanushkodi
Dhanushkodi (eller Danushkodi) (tamil: தனுஷ்கோடி) är ett samhälle i den indiska delstaten Tamil Nadu. Den ligger inom Rameswarams stadsgräns. Här föddes den en av Indiens före detta presidenter, Abdul Kalam.